# Nomada serricornis
Nomada serricornis är en biart som beskrevs av Pérez 1884. Nomada serricornis ingår i släktet gökbin, och familjen långtungebin. Inga underarter finns listade i Catalogue of Life.